# تشارلز ماكي (ربان)
تشارلز ماكي (بالإنجليزية: Charles McKee)‏ هو ربان ‏ أمريكي، ولد في 14 مارس 1962 في سياتل في الولايات المتحدة.

## وصلات خارجية
- تشارلز ماكي على موقع الاتحاد الدولي للملاحة الشراعية (موقع جديد) (الإنجليزية)
- تشارلز ماكي على موقع الاتحاد الدولي للملاحة الشراعية (موقع قديم) (الإنجليزية)
- تشارلز ماكي على موقع اللجنة الأولمبية الدولية (الإنجليزية)
- تشارلز ماكي على موقع أوليمبيديا (الإنجليزية)